# Santo Antônio da Alegria
Santo Antônio da Alegria là một đô thị ở bang São Paulo của Brasil. Đô thị này nằm ở vĩ độ 21º05'13" độ vĩ nam và kinh độ 47º09'04" độ vĩ tây, trên khu vực có độ cao 791 m. Dân số năm 2004 ước tính là 6.076 người. Đô thị này có diện tích 310,51 km², mật độ dân số thời điểm 2004 là 19,60 người/km².

## Thông tin nhân khẩu
Dữ liệu dân số theo điều tra dân số năm 2000
Tổng dân số: 5.764
- Thành thị: 4.194
- Nông thôn: 1.570
- Nam giới: 2.997
- Nữ giới: 2.767

Mật độ dân số (người/km²): 18,61
Tỷ lệ tử vong trẻ sơ sinh dưới 1 tuổi (trên một triệu người): 19,11
Tuổi thọ bình quân (tuổi): 69,58
Tỷ lệ sinh (số trẻ trên mỗi bà mẹ): 2,72
Tỷ lệ biết đọc biết viết: 90,74%
Chỉ số phát triển con người (HDI-M): 0,770
- Chỉ số phát triển con người - Thu nhập: 0,703
- Chỉ số phát triển con người - Tuổi thọ: 0,743
- Chỉ số phát triển con người - Giáo dục: 0,865

(Nguồn: IPEADATA)